# Kronenlaubfrosch
Der Kronenlaubfrosch (Triprion spinosus, Syn.: Anotheca spinosa, Anotheca coronata, Gastrotheca coronata, Nototrema coronatum,) ist ein nur wenig bekannter Vertreter der Laubfrösche (Hylidae). 
Diese Art wurde erstmals 1864 vom österreichischen Zoologen Franz Steindachner als Hyla spinosa beschrieben.

## Beschreibung
Die Weibchen werden mit bis zu acht Zentimetern Kopf-Rumpf-Länge etwa 10–15 Prozent größer als die Männchen. Die dunkelbraunen Tiere sind mit schwarzen Flecken gezeichnet, welche weiß umrandet sind. Das Charakteristikum dieser Art sind dornartige, bei beiden Geschlechtern vorhandene Knochenauswüchse am Hinterkopf. Diese wachsen teilweise aus der Haut und geben dem Frosch das markante Aussehen, welches zum Namensteil „Kronen-…“ führte. Bei Jungtieren ist dieses Merkmal noch nicht vorhanden und bildet sich erst mit der Zeit aus. Das Trommelfell ist ausgesprochen groß.

## Vorkommen
Die Verbreitung des Kronenlaubfrosches ist hochgradig disjunkt. Als terra typica wurde ursprünglich Brasilien angegeben; dies beruht jedoch auf einer Verwechslung. Das Verbreitungsgebiet des Kronenlaubfroschs erstreckt sich inselartig vom Südosten Mexikos (800 bis 2068 m NN) über Honduras (95 m NN) und Costa Rica (350 bis 1330 m NN) bis nach West- und Zentralpanama (350 bis 1330 m NN). Dort bewohnt die Art Tiefland-Regenwälder und feuchte Bergwälder, wo diese gerodet wurden auch Sekundärwald.

## Lebensweise
Kronenlaubfrösche bewohnen die oberen Etagen von Baumkronen im Bergregenwald; eben deshalb ist die Art nur wenig erforscht. Wie die meisten Froschlurche ernährt sie sich wohl von Insekten.
Ebenfalls ist über die Fortpflanzung eher wenig bekannt. Männliche Tiere rufen aus wassergefüllten Baumhöhlen oder Öffnungen in Bambus, um Weibchen anzulocken. Bei der Paarung werden die insgesamt 48 bis 311 Eier mit einem Durchmesser von 1,5 bis 1,8 Millimetern im Verlauf des Tages innerhalb von zwei bis vier Stunden in Phytotelmen (Wasseransammlungen in Pflanzen) gelegt. Beim Amplexus gehen Kronenlaubfrösche zumeist mit dem Kopf voraus ins Wasser, so dass die Öffnungen der Kloaken über Wasser bleiben. Die Eier werden an den Pflanzen außerhalb des Wassers abgelegt; danach wird die Baumhöhle verlassen. Das Männchen verpaart sich entweder erneut mit dem Weibchen oder ruft bei einer anderen Phytothelme nach einem Weibchen. Nach etwa sechs bis sieben Tagen schlüpfen trotz der großen Anzahl an Eiern nur etwa eine bis 25 Kaulquappen, welche oberseits dunkelbraun und von unten blaugrau gefärbt sind.
Später kehrt das Weibchen wieder zu dieser Höhle zurück und legt bis zu 31 unbefruchtete Eier. Dies wiederholt sich mehrfach innerhalb von 14 Tagen. Diese Nähreier dienen als Nahrung für die Kaulquappen. Das Weibchen wird durch Anstoßen seitens der Kaulquappen zum Ablegen der Nähreier stimuliert. Wenn ein neues befruchtetes Gelege abgesetzt wird, dienen die kleineren Larven den älteren Exemplaren als Nahrung und werden rasch verzehrt. Die Kaulquappen sind in der Lage, atmosphärische Luft zu atmen, und umgehen so das Problem eines Sauerstoffmangels in den nur geringen Wasservorräten der Phytothelmen. Nach 60 bis 132 Tagen erfolgt die Metamorphose, worauf nun etwa 26 bis 28 Millimeter große Jungfrösche die Höhle verlassen.

## Gefährdung
Der Bestand der Art ist leicht rückläufig, sie wird jedoch in der Roten Liste gefährdeter Arten der IUCN als nicht bedroht (least concern) ausgewiesen. Verantwortlich für den Bestandsrückgang sind vor allem Rodungen des Regenwalds. Der Kronenlaubfrosch ist jedoch vergleichsweise anpassungsfähig und bewohnt auch Sekundärwald, und große Teile seines Verbreitungsgebiets liegen in Schutzgebieten; der Fortbestand der Art scheint gesichert.